# Ołeksandr Jefremow
Ołeksandr Serhijowycz Jefremow, ukr. Олександр Сергійович Єфремов, ros. Александр Сергеевич Ефремов (ur. 22 sierpnia 1954 w Woroszyłowgradzie) – ukraiński polityk i przedsiębiorca narodowości rosyjskiej, w latach 1998–2006 przewodniczący Ługańskiej Obwodowej Administracji Państwowej, poseł do Rady Najwyższej V, VI i VII kadencji, jeden z liderów Partii Regionów.

## Życiorys
Z wykształcenia inżynier mechanik, w 1978 ukończył studia w instytucie inżynierskim w Woroszyłowgradzie. W 1992 został absolwentem politologii na jednej z kijowskich uczelni, uzyskiwał następnie magisterium i stopień kandydata nauk w zakresie ekonomii na Wschodnioukraińskim Uniwersytecie Narodowym im. Wołodymyra Dala. Był etatowym pracownikiem Komsomołu i Komunistycznej Partii Ukrainy. Od 1991 związany z sektorem prywatnym jako dyrektor firmy MSP Meha LTD, a od 1996 prezes banku Ukrkomunbank.
W kwietniu 1997 został zastępcą gubernatora, a w kwietniu 1998 gubernatorem obwodu ługańskiego, sprawował je do stycznia 2005. W 2006 został wybrany do rady obwodowej. Był także przewodniczącym regionalnej struktury Ukraińskiego Związku Przemysłowców i Przedsiębiorców. W 2006, 2007 i 2012 z ramienia Partii Regionów uzyskiwał mandat deputowanego do Rady Najwyższej. Awansował w strukturze partyjnej, obejmując stanowiska przewodniczącego PR w obwodzie ługańskim (2005), wiceprzewodniczącego partii (2008) i przewodniczącego frakcji poselskiej tego ugrupowania (2012).
W kwietniu 2011 oskarżył George'a Sorosa o przygotowywanie na Ukrainie „libijskiego scenariusza” w celu zmiany władzy w kraju. W wywiadzie telewizyjnym stwierdził, że George Soros przygotowuje się do finansowania projektów internetowych na Ukrainie mających destabilizować sytuację w kraju oraz przeznaczył fundusze dla przygotowania grupy osób mogących rozpocząć projekty oparte na przykładach z Afryki Północnej. Fundacja George'a Sorosa zareagowała na ten wywiad, podając w oświadczeniu, że jej fundusze kierowane na programy ukraińskie są przeznaczane na rozwój otwartego i demokratycznego społeczeństwa, a także na pomoc obywatelom Ukrainy, którzy ucierpieli na skutek międzynarodowego kryzysu finansowego.
W lutym 2014, w trakcie wydarzeń Euromajdanu, w imieniu Partii Regionów wydał oświadczenie, obarczając pełną odpowiedzialnością za sytuację w kraju Wiktora Janukowycza. W tym samym miesiącu rządy Austrii i Szwajcarii ogłosiły zamrożenie jego aktywów znajdujących się na ich terytoriach. W lipcu 2014 prokurator generalny wszczął przeciwko niemu postępowanie karne w sprawie wywierania wpływu na pracowników jednego z przedsiębiorstw państwowych, co miało doprowadzić do nabycia usług po zawyżonych cenach. W lutym 2015 Ołeksandr Jefremow został zatrzymany przez funkcjonariuszy Służby Bezpieczeństwa Ukrainy w związku z zarzutami wspierania oraz finansowania separatyzmu na wschodzie Ukrainy. Do listopada tegoż roku był tymczasowo aresztowany. Ponownie zatrzymany w lipcu 2016. Został zwolniony w 2019, po czym objęto go aresztem domowym. Według ustaleń mediów, po rozpoczęciu w 2022 inwazji Rosji na Ukrainę, wyjechał przez Słowację do Rosji.

## Odznaczenia
- Order Księcia Jarosława Mądrego V klasy (2010, pozbawiony w 2024)[10][11]
- Order „Za zasługi” I klasy (2004), II klasy (2003), III klasy (2001)[2] (pozbawiony wszystkich klas w 2024)[10][11]